# Košljun
Košljun (italsky Val Cassione) je malá vesnice a přímořské letovisko v Chorvatsku v Zadarské župě, spadající pod opčinu města Pag. Nachází se na ostrově Pag, asi 5 km jižně od města Pagu. V roce 2011 zde trvale žilo 47 obyvatel. Nejvíce obyvatel (53) zde žilo v roce 2001.
Sousedními sídly jsou vesnice Šimuni a město Pag.